# Juillet 1936
Cette page présente les faits marquants du mois de juillet 1936.

## Événements
- 3 juillet : premier vol de l'hydravion britannique Short S.23 Empire.

- 11 juillet : accord germano-autrichien, reconnaissant la souveraineté de l’Autriche. Le mouvement national-socialiste y est de nouveau autorisé.

- 13 juillet :
  - Espagne : la mort d’un officier des Gardes d’assaut provoque en représailles l’enlèvement et l’assassinat du monarchiste José Calvo Sotelo. Sa mort tragique est considérée comme déclencheur du soulèvement militaire.
  - Grand Prix automobile de Monaco.

- 16 juillet : création par les nazis du premier camp de Tziganes à Marzahn.

- 17 juillet : 
  - soulèvement de la militaire de Melilla. Pronunciamiento des généraux « nationaux » José Sanjurjo (il meurt le 20 juillet d’un accident d’avion) et Franco.
  - Le prototype de chasseur monoplace Bloch MB.150-01 refuse de décoller. Modifié, il prendra l'air le 4 mai 1937.

- 18 juillet, Espagne : début de la guerre civile espagnole déclenchée par le soulèvement des généraux insurgés contre la République (fin en 1939). Bien préparée, l'insurrection nationaliste, partie du Maroc espagnol se diffuse à d'autres garnisons de la péninsule et Franco prend le commandement de l'armée. La Navarre, le León et la Vieille Castille se rallient presque sans combats. L’Andalousie tombe du fait de la prise de positions des autorités. Mais l’insurrection ne rallie pas la marine et l’aviation de guerre, puis échoue devant la résistance populaire au Pays basque, aux Asturies, en Catalogne et à Madrid, conduite par les organisations ouvrières révolutionnaires organisées en comités (Appel de Dolores Ibárruri, la Pasionaria, dès le 19 juillet : « No pasaran ! »). Débuts de la terreur rouge et de la terreur blanche en Espagne.

- 19 juillet, Espagne : le gouvernement de José Giral, qui n’a qu’un pouvoir de façade, ordonne la distribution d’armes à la population.

- 20 juillet :
  - La convention de Montreux rétablit la souveraineté de la Turquie sur les Dardanelles dont la remilitarisation est autorisée[1].
  - Espagne : échec du soulèvement nationaliste à Madrid et à Barcelone.
  - 100e traversée de l'Atlantique Sud en avion.

- 20 - 22 juillet : Valéry Tchkalov effectue avec Georgi Filipovitch Baïdoukov et Alexandre Vassilievitch Beliakov un vol sans escale Moscou-Petropavlosk (presqu'île de Kamtchatka) à bord d'un ANT-25, soit  de 9 374 km en 56 h 20 min.

- 24 juillet : 
  - Réforme de la Banque de France. La loi remplace le Conseil de régence qui désignait le gouverneur par un Conseil général. Les membres du Conseil de régence étaient élus par les 200 actionnaires les plus importants (« les 200 familles »), dorénavant, ils cèdent leur place aux représentants de l'État, à ceux des « grandes forces organisées du travail et de l'activité industrielle, commerciale et agricole » et à ceux, élus par les petits actionnaires qui obtiennent aussi le droit d'assister aux assemblées générales.
  - Début de l'aide de la France aux Républicains espagnols.

- 26 juillet : 
  - installation de la junte nationaliste espagnole à Burgos.
  - Grand Prix automobile d'Allemagne.

- 28 juillet : arrivée des premiers avions italiens et allemands du côté nationaliste en Espagne. Les nationalistes prennent l’Estrémadure et Badajoz début août (bataille des liaisons).

- 29 juillet, France : loi sur la retraite des mineurs à 65 ans.

- 29 juillet au 5 août : premier « pont aérien » de l'histoire. Les Junkers 52 fournis par l'Allemagne permettent au général Franco de transporter 1 500 soldats du Maroc à Séville.

- 31 juillet : le pilote français André Japy relie Paris et Alger en 5 heures et 3 minutes sur un Caudron Simoun. Le retour est effectué en 5 heures et 48 minutes après une escale de 58 minutes à Alger.

## Naissances
- 1er juillet : Syl Johnson, chanteur, guitariste et harmoniciste de blues américain († 6 février 2022).
- 2 juillet : Joan Leitzel, mathématicienne américaine.
- 3 juillet :
  - Elzbieta Violet dite Elzbieta, illustratrice et écrivaine franco-polonaise († 8 octobre 2018).
  - Leo Wilden, footballeur allemand († 5 mai 2022).
- 5 juillet : Shirley Knight, actrice américaine († 22 avril 2020).
- 6 juillet :
  - Robert Gillmor, ornithologue, artiste, illustrateur, auteur et éditeur britannique († 8 mai 2022).
  - Grand Jojo, chanteur belge († 1er décembre 2021).
  - Jacques Lassalle, dramaturge, metteur en scène, acteur et écrivain français († 2 janvier 2018).
  - Yoo Jae-yong, écrivain sud-coréen.
- 7 juillet :
  - Jerzy Aleksandrowicz, psychiatre polonais († 17 octobre 2018).
  - Angi, peintre suisse († 12 septembre 2000).
  - Larbi Messari, historien, diplomate, journaliste et homme politique marocain († 25 juillet 2015).
- 10 juillet : László Fábián, kayakiste hongrois pratiquant la course en ligne († 10 août 2018).
- 12 juillet :
  - Meta Ramsay, femme politique britannique.
  - Jan Němec, réalisateur tchécoslovaque puis tchèque († 18 mars 2016).
- 13 juillet : Bill Anderson, joueur américain de football américain († 18 avril 2017).
- 14 juillet : Robert F. Overmyer, astronaute américain († 22 mars 1996).
- 15 juillet : George Voinovich, homme politique américain († 12 juin 2016).
- 18 juillet : Joshua Fishman, sociolinguiste américain († 1er mars 2015).
- 20 juillet : Paolo Stanzani, ingénieur automobile italien († 18 janvier 2017).
- 21 juillet : Nani Bregvadze, chanteuse géorgienne.
- 22 juillet : Alfred Stepan, politologue américain († 27 septembre 2017).
- 23 juillet : Kuniyoshi Kaneko, peintre, illustrateur et photographe japonais († 16 mars 2015).
- 25 juillet : Andrés Vásquez, matador espagnol.
- 26 juillet : Alfred Stepan, politologue américain († 26 septembre 2017).
- 29 juillet : Jean-Loup Passek, écrivain et critique de cinéma français († 4 décembre 2016).
- 30 juillet :
  - Haydn Morgan, joueur de rugby à XV gallois († 20 juillet 2018).
  - John P. Ryan, acteur américain († 20 mars 2007).
  - Anatoli Tcherepovitch, coureur cycliste soviétique († 2 août 1970).
- 31 juillet : Boniface Alexandre, homme politique haïtien († 4 août 2023).

## Décès
- 5 juillet : Charles-Joseph-Henri Binet, cardinal français, archevêque de Besançon (° 8 avril 1869).
- 6 juillet : Peter Veniot, premier ministre du Nouveau-Brunswick.
- 7 juillet : Amalie Vanotti, peintre badoise (° 30 janvier 1853).
- 30 juillet : Ioan Borcea, zoologiste roumain (° 30 janvier 1879).